# Minsks tunnelbana

Minsks tunnelbanekarta

Minsks tunnelbana (belarusiska: Мінскі метрапалітэн, Minski metrapaliten, ryska: Минский метрополитен) är tunnelbanesystemet i Belarus huvudstad Minsk. Den består av 3 linjer och 33 stationer.

## Linjer
Linje 1 är blå och heter Maskoŭskaja (belarusiska: Маскоўская, ryska: Московская). Linje 2 är röd och heter Aŭtazavodskaja (belarusiska: Аўтазаводская, ryska: Автозаводская). Linje 1 öppnade 1984 och linje 2 öppnade 1990. Linje 1 har 15 stationer och en längd på 19,1 km. Linje 2 har 14 stationer och en längd på 18,1 km. I hela tunnelbanesystemet möts bara tågen vid en station, som heter Kupalaŭskaja/Kastrytjnitskaja. 4 stationer av linjen 3 grön (Zialionaluskaja, belarusiska: Зялёналуская) öppnade den 7 november 2020.